# Viscount Castlecomer

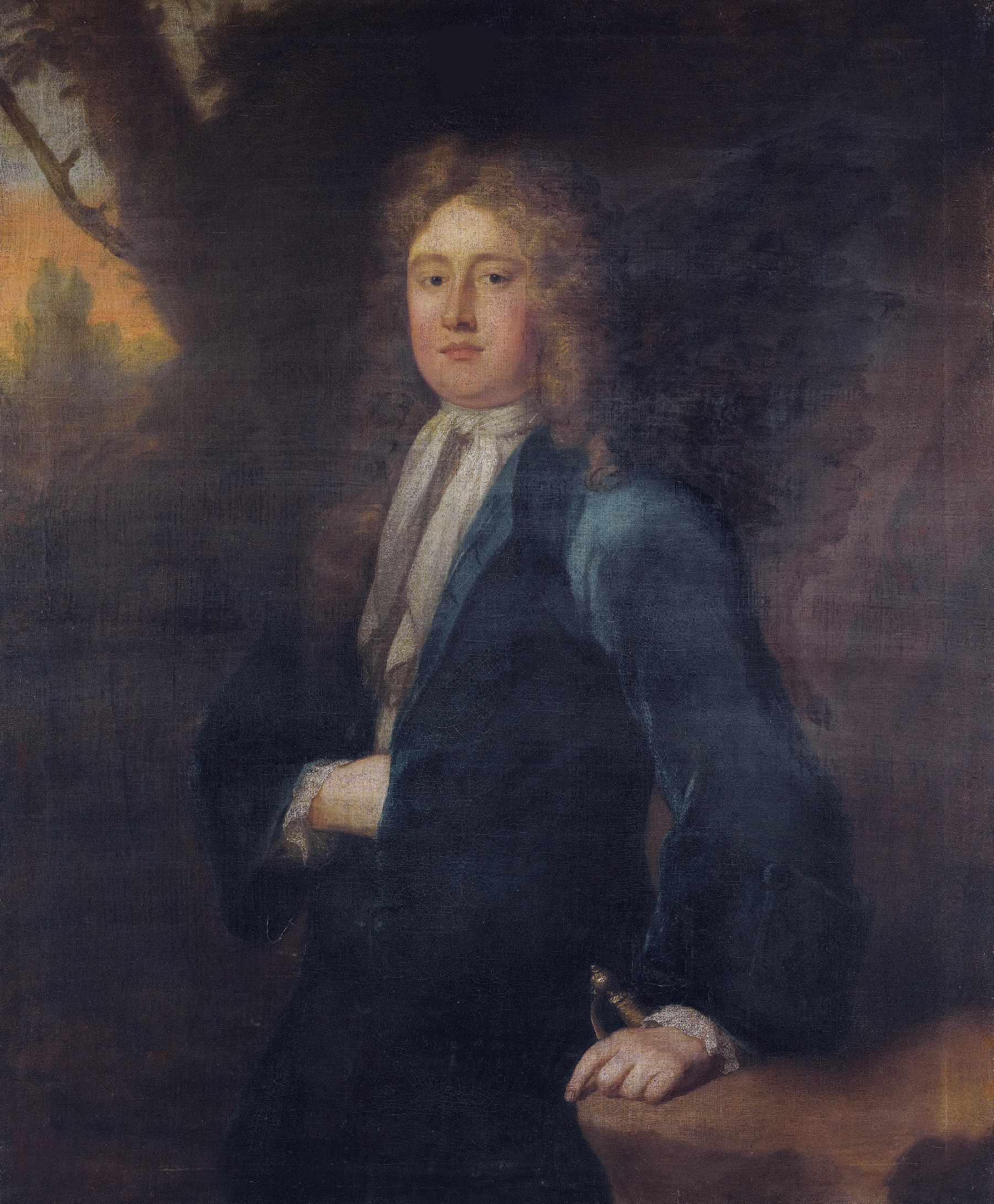
Christopher Wandesford, 2. Viscount Castlecomer

Viscount Castlecomer war ein erblicher britischer Adelstitel in der Peerage of Ireland, der nach dem Ort Castlecomer im County Kilkenny benannt war.

## Verleihung und Geschichte des Titels
Der Titel wurde am 15. März 1707 von Königin Anne für den Politiker Sir Christopher Wandesford, 2. Baronet geschaffen. Zusammen mit der Viscountwürde wurde ihm der nachgeordnete Titel Baron Wandesford verliehen. Bereits 1687 hatte er von seinem Vater Sir Christopher Wandesford, 1. Baronet (1628–1687), den Titel Baronet, of Kirklington in the County of York, geerbt, der diesem am 5. August 1662 in der Baronetage of England verliehen worden war.
Sein Enkel, der 5. Viscount, wurde am 15. August 1758 in der Peerage of Ireland zudem zum Earl Wandesford erhoben. Alle vier Titel erloschen bei dessen Tod am 12. Januar 1784.

## Liste der Viscounts Castlecomer (1707)
- Christopher Wandesford, 1. Viscount Castlecomer (1656–1707)
- Christopher Wandesford, 2. Viscount Castlecomer (1684–1719)
- Christopher Wandesford, 3. Viscount Castlecomer (1717–1736)
- George Wandesford, 4. Viscount Castlecomer (1687–1751)
- John Wandesford, 1. Earl Wandesford, 5. Viscount Castlecomer (1725–1784)